# Famille Leopold
La famille Leopold ou von Leopold, est une famille subsistante de la noblesse allemande, titrée sous le Ier Empire et originaire de Prusse où elle a été anoblie en 1753.

## Histoire

### Origine
La première mention de cette famille date de 1480, quand l’empereur Frédéric III du Saint-Empire concède à Johann Leopold, théologien à l’université de Binsdorf, des armoiries sans pour autant lui conférer aucun principe de noblesse. Au cours des siècles suivants, la famille Leopold donnera naissance à de nombreux militaires mais également à des notables, qui occuperont une place de premier plan au niveau régional. Reconnus comme vivant noblement depuis la fin du XVIe siècle, leurs prétentions à la noblesse ne sont pourtant fondées sur aucune lettre patente. Au XVIIIe siècle, Emmanuel-Christian Leopold (créé plus tard chevalier von Leopold), officier de l’Armée prussienne, ne pourra donc pas faire entrer ses fils dans des écoles militaires, faute de preuves. Pour clarifier le statut de la famille et ainsi permettre à la famille de continuer de servir la Prusse, le 18 septembre 1753, la famille sera anoblie définitivement par le roi de Prusse.[réf. nécessaire]

### La branche prussienne
Branche aînée de la famille, de confession luthérienne, elle donnera à la Prusse de nombreux militaires et propriétaires terriens.

### Branche française
Branche cadette de la famille, elle émigrera en France pour s’engager dans les armées du roi de France. À la suite des troubles de la Révolution, elle abandonne sa particule nobiliaire pour s'appeler simplement et définitivement Leopold. D’abord de confession luthérienne, la plupart de ses membres se convertiront au catholicisme à leur arrivée en France. Cette branche donnera des militaires, avec notamment Charles-Philippe Leopold , colonel des dragons de l’empereur Napoléon Ier, officier de la Légion d’honneur, chevalier de l’ordre royal et militaire de Saint-Louis et titré chevalier Leopold et de l’Empire, et son fils Charles-Philippe, dit Auguste Leopold, lieutenant d’artillerie et chevalier de la Légion d’honneur .

## Titres
La famille Leopold est reconnue comme vivant noblement depuis le XVIe siècle[réf. nécessaire], mais son anoblissement définitif, ne se fera que beaucoup plus tard en 1753 par volonté du Roi de Prusse.
- chevalier von Leopold (en Prusse)
- chevalier de l’Empire (en France)[7]

## Armoiries
| Blason | Blasonnement : « Tiercé en pairle renversé à dextre d’argent plein, à senestre d’or en pointe d’azur plein : l’or chargé d’un senestrochère armé au naturel, mouvement du flanc tenant une épée d’argent garnie d’or.[réf. nécessaire] » |

Ou sous l’Empire:
| Blason | Blasonnement : « Tiercé en fasce : d’azur au lévrier courant d’argent ; de gueules chargé du signe des chevaliers légionnaires de l’Empire d'argent et d’or à un dragon à cheval de sable et soutenu d'une terrasse de sinople. » |

## Personnalités
- Johann Leopold, théologien, reçut des armoiries de l’empereur Frederic III[8] ;
- Emmanuel-Christian von Leopold[9], officier de l’armée prussienne, anobli en 1753, membre fondateur de la famille, chevalier de l’ordre pour le mérite prussien en 1757 ;
- Charles-Philippe Leopold[10], officier de l’armée impériale, chevalier de l’Empire[11] ;
- Charles-Philippe Auguste Leopold, fils du précédent, lieutenant d’artillerie et chevalier de la Légion d’honneur.